# Colin Renfrew
Andrew Colin Renfrew, Lord Renfrew of Kaimsthorn (ur. 25 lipca 1937 w Stockton-on-Tees, zm. 24 listopada 2024 w Cambridge) – brytyjski archeolog, znany ze swoich prac w dziedzinie datowania radiowęglowego, archeogenetyki i paleojęzykoznawstwa.

## Kariera naukowa
Renfrew ukończył w roku 1962 St John’s College na Uniwersytecie Cambridge. W latach 1961–1963 pracował jako specjalista od obsydianu na stanowisku archeologicznym w Çatalhöyük w Anatolii pod kierownictwem Jamesa Mellaarta. W 1965 roku obronił pracę doktorską na temat epoki neolitu na Cykladach.
W 1972 roku został profesorem na Uniwersytecie w Southampton. W 1973 roku opublikował znaną książkę Before Civilisation: The Radiocarbon Revolution and Prehistoric Europe, w której podał w wątpliwość hipotezę, że prehistoryczne zmiany kulturowe (zob. rewolucja neolityczna) dokonały się na Bliskim Wschodzie, a następnie rozprzestrzeniły na Europę.
W 1983 roku został profesorem archeologii na Uniwersytecie Cambridge i pełnił tę funkcję aż do przejścia na emeryturę w 2004 roku.
Był członkiem McDonald Institute for Archaeological Research działającym przy Uniwersytecie Cambridge.

## Hipoteza anatolijska
Colin Renfrew zaproponował kilka hipotez dotyczących praojczyzny Indoeuropejczyków. W ostatniej z nich (2003 rok) przyjął, iż około 6500 lat p.n.e. język pra-proto-indoeuropejski, którym mówiono w Anatolii uległ rozpadowi na język anatolijski i pierwotny (archaiczny) praindoeuropejski, tj. język pra-proto-indoeuropejskich rolników, którzy wyemigrowali do Europy w pierwszej fazie rozprzestrzeniania się kultury rolniczej. Pierwotny (archaiczny) praindoeuropejski używany byłby na Bałkanach (kultura Starčevo-Körös-Criş, kultura starczewska), w dolinie Dunaju (kultura ceramiki wstęgowej) i prawdopodobnie w okolicach Bugu i Dniestru (wschodnia kultura ceramiki wstęgowej).
Około 5000 r. p.n.e. pierwotny (archaiczny) praindoeuropejski uległ rozpadowi na północno-zachodni-indoeuropejski (przodek języków italskich, języków celtyckich i języków germańskich), proto-indoeuropejski bałkański (odpowiadający staroindoeuropejskiej kulturze M. Gimbutas) oraz wczesnostepowy proto-indoeuropejski (przodek języków tocharskich).
Około 3000 r. p.n.e. proto-indoeuropejski bałkański uległ rozszczepieniu w grecki, ormiański, albański, języki indoirańskie oraz języki bałtosłowiańskie. Użytkownicy proto-greckiego wywędrowali na południe podczas gdy indo-irańskiego na północny wschód w stronę stepów.
Ów scenariusz oddziela niejako gałąź anatolijską od innych gałęzi (6500 lat p.n.e.). Do kolejnego rozszczepiania miałoby dojść 1500 lat później (5000 lat p.n.e.). Bałkany – byłyby w myśl tej koncepcji drugą praojczyzną.

## Twórczość
- 1972 The Emergence of Civilisation: The Cyclades and the Aegean in The Third Millennium BC. London, Methuen.
- 1973 Before Civilisation, the Radiocarbon Revolution and Prehistoric Europe. London, Cape.
- 1987 Archaeology and Language: The Puzzle of the Indo-European Origins. London, Jonothan Cape.
- 1991 Archaeology: Theories, Methods and Practice. London, Thames and Hudson. (z Paulem Bahnem).
- 1992 Archaeology, genetics and linguistic diversity, Man 27: 445-78.
- 2000 Loot, Legitimacy and Ownership. London, Duckworth.